# Piero Treves
Piero Treves (Milano, 27 novembre 1911 – Nizza, 7 luglio 1992) è stato uno storico, critico letterario, giornalista e antifascista italiano.

## Biografia

### La famiglia e gli inizi
Figlio del leader socialista gradualista Claudio Treves, compì gli studi liceali a Milano.
Nel 1926 il padre era espatriato clandestinamente in Francia, e da allora i suoi familiari erano stati strettamente sorvegliati.
Era cugino dello scrittore, pittore e politico italiano Carlo Levi, che fu anch'egli antifascista e perseguitato dal regime fascista.

### I primi studi
Nel 1927 si iscrisse all'Università degli Studi di Torino, dove si dedicò alle Lettere classiche. Qui si legò soprattutto a Gaetano De Sanctis, suo professore di Storia antica: quando questi si trasferì a Roma, Treves lo seguì, e a Roma conseguì la laurea nel novembre del 1931.
La sua tesi fu pubblicata nel 1933 per interessamento di Benedetto Croce presso Laterza, con il titolo Demostene e la libertà greca: fu un libro dichiaratamente antifascista.
Oltre ad alcuni studi di letteratura greca (legati al magistero torinese di Augusto Rostagni), pubblicò in quegli anni numerosi lavori di storia greca e romana, contribuendo ad importanti dibattiti storiografici, che lo videro precocemente contrapposto all'altro grande allievo di De Sanctis, Arnaldo Momigliano: così nel discutere sulle cause della seconda guerra punica, oppure sulla natura e il significato della libertà nella Grecia antica.

### Sotto il fascismo
Il lavoro di ricerca era però condizionato dalla situazione politica. Già nel 1925 fu espulso dal Liceo Manzoni di Milano.
Il padre Claudio Treves, leader socialista e già deputato al parlamento, era in esilio in Francia dal 1926, e da allora i suoi familiari erano stati strettamente sorvegliati .
Impossibilitato alla carriera universitaria, Treves lavorò come precettore nella casa del conte Alessandro Casati ad Arcore, pubblicò commenti scolastici a testi greci, e collaborò dal 1933 all'Enciclopedia Treccani: il suo maestro De Sanctis, esonerato nel 1931 dall'università per rifiuto di prestare il giuramento di fedeltà al Fascismo, era responsabile della sezione di antichità classica.

### L'attività di giornalista
L'entrata in vigore delle leggi razziali nell'autunno del 1938 condusse Treves in esilio nel Regno Unito: dopo lo scoppio della seconda guerra mondiale svolse con il fratello Paolo attività giornalistica presso Radio Londra, e successivamente lavorò come corrispondente (anche per il “Corriere della Sera”) fino al ritorno in Italia, nel 1955.
In contatto con il fecondo ambiente dell'Ufficio Studi della Banca Commerciale Italiana guidato dal cugino Antonello Gerbi (sotto la supervisione di Raffaele Mattioli), al giornalismo continuò a dedicarsi anche in patria, con recensioni, elzeviri, ritratti e articoli memoriali, nei quali riversò l'esperienza ricchissima di una vita.
Ancora pochi giorni prima della morte,  rievocava in un'intervista su “La Stampa” il duello che nel 1915 aveva opposto il padre Claudio Treves a Benito Mussolini: "Non credo vi siano mai state due persone più antitetiche. Mio padre era fondamentalmente un uomo di cultura, odiava la demagogia, la retorica vana, il gonfiarsi le gote, insomma tutto ciò che caratterizza il cosiddetto 'villan rifatto'. Questo era precisamente Mussolini, il quale si faceva bello di una cultura che non aveva...".

### L'università e le opere storiche
Tornato a Milano, iniziò finalmente l'insegnamento come incaricato presso l'Università Statale di Milano.
Riprese allora con più continuità anche la pubblicazione di lavori di argomento storico: di particolare rilievo le ricerche sul mito di Alessandro Magno e sul rapporto tra cultura e politica in età ellenistica (Euforione e la storia ellenistica).
Ampie energie dedicò allo studio di alcuni amati autori dell'Ottocento italiano: ne derivarono edizioni commentate di Carducci (Poesie scelte, Novara, Edizioni per il Club del libro, 1968), Pascoli (L'opera poetica, Firenze, Alinari, 1980), e degli Scritti Letterari di Carlo Cattaneo (2 voll., Firenze, Le Monnier, 1981).
Ma l'ambito al quale Treves si dedicò più di ogni altro, meritandosi fama di eruditissimo, fu la storia degli studi classici in Italia, di cui delineò la vicenda con taglio originale e attenzione anche a episodi e figure minori.
Professore ordinario di Storia greca dal 1962, insegnò presso le Università degli Studi di Trieste (1963-65), Firenze (1965-69) e Venezia (1969-1981).
Stese numerose voci per il Dizionario Biografico degli Italiani, e pubblicò scritti sulla storia del Novecento, riuniti postumi in volume (Scritti novecenteschi).

### Una testimonianza
Osserva Alberto Cavaglion, nell'introduzione agli Scritti novecenteschi:

### Gli ultimi anni
Attivo sino alla fine nonostante le complicazioni della malattia di Parkinson, Treves curò personalmente l'allestimento di due raccolte di studi, uscite nel 1992 (Ottocento italiano fra il nuovo e l'antico; Tradizione classica e rinnovamento della storiografia).
Nel 2011 ha visto la luce per i tipi di Nino Aragno Editore una scelta di scritti di storiografia classica (Le piace Tacito?), compresa l'importante prolusione triestina su Cento anni di storie della storia greca.
La sua ricca biblioteca fu donata dagli eredi alla Fondazione Querini Stampalia e, per la parte dedicata alla storia della storiografia, all'Istituto italiano per gli studi storici.

## Opere
- Demostene e la libertà greca, Bari, G. Laterza, 1933.
- Il mito di Alessandro e la Roma d'Augusto, Napoli, R. Ricciardi, 1953.
- Euforione e la storia ellenistica, Napoli, R. Ricciardi, 1955.
- Ciceronianesimo e anticiceronianesimo nella cultura italiana del secolo XIX, in «Rendiconti dell'Istituto Lombardo», a. XCII, 1958, pp. 403-464.
- L'idea di Roma e la cultura italiana del secolo XIX, Napoli, R. Ricciardi, 1962.
- Lo studio dell'antichità classica nell'Ottocento, Napoli, R. Ricciardi, 1962.
- Ottocento italiano fra il nuovo e l'antico, 3 voll., Modena, Mucchi, 1992.
- Tradizione classica e rinnovamento della storiografia, Napoli, R. Ricciardi, 1992.
- Scritti novecenteschi, a cura di Alberto Cavaglion e Sandro Gerbi, Bologna, Il Mulino, 2006.
- Le piace Tacito? Ritratti di storici antichi, a cura di Carlo Franco, Torino, Aragno, 2011.